# Scaloposaurus
Scaloposaurus es un género extinto de terocéfalos que vivieron durante el Triásico que vivieron desde hace 250 hasta hace 245 millones de años.

## Taxonomía
Scaloposaurus fue catalogado por Owen en 1876. Fue asignado al suborden Therocephalia por Broom en 1913; y a la familia Scaloposauridae por Carroll en 1988.